# 東浪見村
東浪見村（とらみむら）は、千葉県長生郡（長柄郡）にかつて存在した村である。一宮町の地名として現存する。

## 地理
- 現在の一宮町の南東部に位置する。
- 村には九十九里浜があり、太平洋に面している。

## 歴史

### 沿革
- 1889年（明治22年）4月1日 - 町村制施行に伴い、東浪見村、綱田村が合併して長柄郡東浪見村が発足。
- 1897年（明治30年）4月1日 - 長柄郡、上埴生郡が統合されて長生郡となる。
- 1925年（大正14年）12月15日 - 房総線（現外房線）に東浪見駅が開業。
- 1953年（昭和28年）11月3日 - 東浪見村は一宮町と合併し、改めて一宮町を新設。同日東浪見村廃止。

変遷表
| 1868年 以前 | 1868年 以前 | 明治22年 4月1日 | 明治30年 4月1日 | 明治30年 4月1日 | 昭和28年 11月3日 | 現在   |
| ----------- | ----------- | --------------- | --------------- | --------------- | ---------------- | ------ |
|             | 東浪見村    | 東浪見村        | 長生郡 発足     | 東浪見村        | 一宮町           | 一宮町 |
|             | 網田村      | 東浪見村        | 長生郡 発足     | 東浪見村        | 一宮町           | 一宮町 |

## 人口・世帯

### 人口
総数 [単位： 人]
| 1891年（明治24年） | 2,660 |
| 1925年（大正14年） | 2,290 |
| 1950年（昭和25年） | 2,953 |

### 世帯
総数 [単位： 世帯]
| 1925年（大正14年） | 426 |
| 1950年（昭和25年） | 537 |

## 経済
農業
『大日本篤農家名鑑』によれば東浪見村の篤農家は、「秋場久太郎、秋場一郎、鵜澤卯八、鵜澤常太郎、大曾根市重郎、小安生三郎、長谷川吉蔵、長谷川要、長谷川義時、長谷川徳蔵、横山政蔵」などである。

## 交通

### 鉄道
- 日本国有鉄道（ → 東日本旅客鉄道）
  - ■房総東線（ → 外房線）
    - 東浪見駅

### 道路
- 二級国道
  - 国道128号

## 出身人物
- 関和知（政治家） - 衆議院議員。加藤高明内閣の陸軍政務次官。